# Ole Jakobsen
Ole Jakobsen (født 24. august 1955) er en dansk skuespiller, og blev uddannet på Statens Teaterskole i 1977. Han har desuden spillet med i den kendte julekalender, Jul i Gammelby, hvor han var den fattige "gadedreng".

## Filmografi

### Julekalendere
- Jul i Gammelby (1979)

## Ekstern kilde/henvisning
- Ole Jakobsen på Internet Movie Database (engelsk)
- Ole Jakobsen på Filmdatabasen
- Ole Jakobsen på danskefilm.dk
- Ole Jakobsen på danskfilmogtv.dk